# 川谷絵音
川谷 絵音（かわたに えのん、1988年12月3日 - ）は、日本のボーカリスト、ギタリスト、キーボーディスト、作詞家、作曲家、音楽プロデューサー。長崎県出身。「indigo la End」「ゲスの極み乙女」「ジェニーハイ」「ichikoro」「礼賛」のバンド5グループを掛け持ちしながら、ソロプロジェクト「独特な人」「美的計画」、休日課長率いるバンドDADARAYのプロデュース、アーティストへの楽曲提供やドラマの劇伴などのプロジェクトを行っている。

## 生い立ち
1988年、長崎県松浦市で生まれる。父親は高校教師で母親はキリスト教徒。7歳年上の兄と6歳年上の姉（元アナウンサーの川谷伊代）がいる。祖父は五島列島で劇団を主宰、祖母は日本舞踊家。
佐世保市を経て長崎市へ家族と共に転居。長崎県立長崎東高等学校、東京農工大学卒業。同大学院中退。

## 経歴
高校生の時に中学時代の友人2人から「ギター、ベースを始めた」という連絡を貰った。さらにドラム演奏の出来るほとんど話したことのない同じクラスの男子を誘い、バンドを結成。川谷は当時楽器演奏が出来なかったことでボーカルを担当し、携帯電話のボイスメモに歌を吹き込んで作曲も行った。長崎市にあるライブハウスが主催するイベントに出演した際に周囲に隠してきたバンド活動が発覚し、川谷はバンドから脱退した。
大学入学後に軽音楽部に入り、ギターと曲作りを始める。後に同じバンドメンバーとなる休日課長は軽音楽部の2年先輩である。軽音楽部の1年生のみでACIDMANのコピーバンドを結成。その後mixiでベーシスト、ギタリスト、ドラマーを募集して本格的なバンドを結成したが、外部でバンドを結成したということが原因となり部員達から叱責され退部し、バンドも自然消滅した。その後お笑い芸人を目標にし、プロダクション人力舎が経営する養成所スクールJCAの入学金を貯めるためにアルバイトを始める一方で新たにバンド・indigo la Endを結成したが、ほどなくして川谷以外のメンバーが諸事情で辞めていき、バンドは活動休止状態に追い込まれた。そのため川谷はmixiでメンバーを募集し、オオタユウスケ、長田カーティスが加わる。さらに絵にならない課長（現・休日課長）が加わり、活動を再開した。課長は就職して会社員との両立が厳しくなったため、脱退。
2012年、「さようなら、素晴らしい世界」がindigo la End初の全国リリース。
2012年5月、「ゲスの極み乙女。」を結成。
2014年4月、indigo la Endとゲスの極み乙女。が同時メジャーデビュー。
2016年1月、川谷とベッキーの不倫が『週刊文春』にスクープされる。川谷が当時既婚者であったことは、この時初めて公表された。
2016年5月9日、離婚したことをブログ上で発表。
2016年9月29日、一部週刊誌でタレントのほのかりんとの交際と、ほのかが未成年だった時点で共に飲酒していた疑惑が報じられた。これにより、10月3日に行われたライブにおいて事実関係を認め観客に謝罪すると同時に、indigo la Endとゲスの極み乙女。はそれぞれ発表されているライブを最後に活動を自粛することを発表。
2017年1月31日、ゲスの極み乙女。のベーシスト休日課長の新ユニットであるDADARAYの楽曲制作を担当することが明らかとなる。
2017年3月31日、ゲスの極み乙女。の活動再開を発表。
2017年5月7日、ワイドショー・バラエティ番組『ワイドナショー』（フジテレビ）に出演。活動再開以来初のテレビ出演となる。
2017年5月11日、配信ドラマ『ぼくは麻理のなか』（フジテレビオンデマンド (FOD) ）の劇伴音楽を担当する事が決定。またオープニングテーマを所属バンドであるindigo la Endが担当することも同時にアナウンスされた。
2017年5月29日、ゲスの極み乙女。のメンバーである休日課長との二人によるボカロPユニット「学生気分」を結成することが発表され、ゲスの極み乙女。のアルバム『達磨林檎』の収録曲「小説家みたいなあなたになりたい」のVOCALOIDバージョンのPVをニコニコ動画にて公開するも、川谷曰く「“気分”でやってみただけ」なので2017年6月に公開された「恋のこと」を最後に活動は行われていない（川谷曰く「消滅」）。
2017年7月31日、バラエティ番組『BAZOOKA!!!』（BSスカパー!）にて、出演者である小籔千豊、くっきー（野性爆弾）、中嶋イッキュウ（tricot）、現代音楽作曲家・ピアニストの新垣隆により結成されたバンド「ジェニーハイ」のプロデュースおよび楽曲制作を担当することが明らかとなる（後にリードギターとしてメンバーに加入）。
2018年3月25日、ギタリスト・ichikaが立ち上げたインストバンドichikoroに休日課長、ちゃんMARI、佐藤栄太郎と共にメンバーに加入。「Think」という名義でギターを担当している。
2018年6月22日 - ワーナーミュージック・ジャパン内に新レーベル「TACO RECORDS」（タコレコーズ）を発足。それぞれ所属アーティストはゲスの極み乙女。、indigo la End、DADARAY。
2018年7月26日から放送のドラマ『恋のツキ』（テレビ東京）に映画監督・沖原隠光役で出演。俳優デビュー。
バンド活動以外にも他アーティストへの楽曲提供も行なっている（提供した楽曲については「楽曲提供」を参照）。
2019年1月10日、相模ゴム工業「sagami original」シリーズの誕生20周年記念プロジェクトのためにコレサワ (Vo) 、ROLLY (Gt) 、ウエノコウジ (Ba) 、加藤茶 (Dr) により結成されたバンド・originalsが演奏するプロジェクトソング「あっちゅーまやねん 人生」の作詞作曲を手掛ける。
2019年8月1日、川谷自身が作詞・作曲をした曲を、様々なボーカリストに歌ってもらう、という内容のソロプロジェクト「美的計画」が始動。同年8月9日に第一弾として同年3月に川谷自身のTwitterアカウントで行われた弾き語り企画で採用されたボーカリスト・にしなが歌唱を担当した「KISSのたびギュッとグッと」が配信リリースされた。
2021年4月2日、川谷がアートディレクターとして指揮するクリエイティブ集団「LATENCY」が始動。メンバーにはミュージシャンだけでなく、ファッションモデル、フォトグラファー、アーティスト等が参加すると自身のTwitter等で発表された。
2021年12月、お笑いコンビ、ラランドのサーヤがCLR名義で作詞・作曲とボーカルを担当するバンド・礼賛のメンバーとして参加（「晩餐」名義）。

## 参加グループ・プロジェクト

### indigo la End
川谷絵音、長田カーティス、後鳥亮介、佐藤栄太郎の4名による日本のロックバンド。美しいメロディを軸とした完成度の高い「歌」を作るロックバンドで、川谷の考える強みはその歌と長田のギター。特に長田の「歌っている」ギターは、他ではあまりないと思っている。歌詞にはストレートなものより情景描写のような歌詞が好きだという川谷の性格や好みが出ているため、ゲスの極み乙女。に比べてよりロマンチックな心象風景を描くものになっている。最終目標は、くるりやクラムボンのように、一度ライブ中心のバンドシーンを通過した上で、最終的にはポップだけれど自分たちのやりたいことをやって唯一の位置づけになること。バンドという形態で普遍性のあるポップスを作るという点ではスピッツが一番の理想。

### ゲスの極み乙女
川谷絵音、休日課長、ちゃんMARI、ほな・いこかの4名による日本のバンド。プログレやヒップホップを基調としつつダンスミュージックを取り入れた刺激的なサウンドを生み出しているが川谷自身はあまりダンスミュージックには興味がなく、基本的には自分がやりたいことだけをやっているような感覚である。エレクトロなどは好きで聴いていたもののテクノ・ミュージックは嫌いで、ファンクもそれに影響を受けたバンドの黒いノリはすごく好きだが「どファンク」というような泥臭いものは嫌いだった。そのためメロウな部分やリスニング・ミュージック的な要素も持たせて泥臭くならないように気をつけている。歌詞の言葉の方向性は散文的な批評性やユーモアが中心テーマとなっているが、あくまでバンド名に引っ張られて書かれたもので最初から狙っていたわけではない。最初にテンポの速い曲でバンドシーンに受け入れられたので、そこから抜け出してより多くの人に聞いてもらうために途中からあえてテンポを落としてJ-POPにも受け入れられるように方向を転換した。

### ジェニーハイ
川谷絵音、小籔千豊、くっきー、中嶋イッキュウ、新垣隆の5名による日本のバンド。結成当初はプロデューサーとしての参加だったが、後にリードギターとして正式メンバーに加入した。ジェニーハイは小籔に誘われて入ったので、他のグループのように色々なことを自分で決めているわけではない。

### ichikoro
One (Gt) 、Think (Gt) 、Holy (Ba) 、M (key) 、Vista (Gt) 、Suger (Dr) の6名による日本のインストバンド。川谷は「Think」名義でギターを担当。またゲスの極み乙女。の休日課長（「Holy」名義）とちゃんMARI（「M」名義）、indigo la Endの佐藤栄太郎（「Suger」名義）も所属している。フジテレビのドラマの劇伴を作っていた川谷が、ギタリストが入ればその制作メンバーでバンドになりそうだと考え、Instagramの演奏動画が国内外で大きな話題を集めていたギタリスト・ichikaに声をかけて結成された。

### 独特な人
2018年に行われたゲスの極み乙女。のツアー「ゲスなのか、タコなのか」のファイナル公演で詳細に関しては一切説明なしで発表されたソロプロジェクト。本業である音楽に関するプロジェクトではないので、公演の内容も一切告知しなかった。自ら舞台に出演し、音楽と絡めたコントなどに挑戦している。

### 美的計画
楽曲ごとに異なるボーカリストを起用してそのボーカリストに合う楽曲を川谷が書き下ろし、それらを1枚のアルバムとして仕上げることを目標にしていた川谷のソロプロジェクト。楽曲のリリース形態は主に配信であり、ジャケットはイラストレーターの雪下まゆが担当している。発足後から3年後となる2022年4月22日には今までの配信曲と新曲を収録したフルアルバム『BITEKI』を発表。目標を達成したためか、これ以降の活動は行われていない。

### 礼賛
晩餐（川谷） (G) 、foot vinegar（GOTO） (Dr) 、CLR（サーヤ）(Vo) 、簸（木下哲）(G) 、春日山（休日課長）(B) の5名による日本のバンド。川谷は「晩餐」名義でギターを担当。なお、楽曲の作詞・作曲に川谷は携わっておらず、CLRことラランドのサーヤが行っている。

## 音楽について

### 影響
小学2年生の時から、父親とTSUTAYAで「その週のオリコンチャートの1位から10位までの曲」を借りて聴いていた。モーニング娘。、Mr.Children、T.M.Revolutionにはまり、兄と姉に頼んでカセットテープに録音して貰ったものを聴いていた。最初に好きになったT.M.Revolutionは特にお気に入りで、「HIGH PRESSURE」は歌手を志すきっかけの一つになった。中学生になってからも音楽は聴いていたが、兄と姉が大学生となり関わりが薄くなったことや自身の音楽の趣味が出来始めたため、2人から音楽を得るということはなくなっていた。高校生になると同級生の紹介で仲良くなったライブハウス関係者からの影響で、それまで聴いてこなかったロックバンドや洋楽も聴くようになった。大学で軽音楽部に入り、いろいろな音楽を知って音楽欲求のようなものが出てきた。先輩からUK、シューゲイザー、アンビエントなど様々な音楽を教わって聴く音楽も深くなっていった。
憧れの人はスピッツの草野マサムネ。indigo la Endのバンド名もスピッツのアルバム『インディゴ地平線』から取っているくらい好きで、スピッツが一番の理想なのかもしれないと語っている。
影響を受けたギタリストはジャック・ホワイト（元ザ・ホワイト・ストライプス）、ジョニー・グリーンウッド（レディオヘッド）、坂本慎太郎（元ゆらゆら帝国）、長岡亮介（ペトロールズ、東京事変）など。ジョニー・グリーンウッドの「別にギターじゃなくてもいい」という発言に感銘を受けたり、大学の頃に坂本慎太郎の聴いている音楽を聴いたりして次第に一般的なギター音楽から離れていき、そこからは日本人にはまったく知られていないノイズミュージックや暗いものばかりを聴いていた。
毎月CDを40枚ぐらい購入している。

### 作詞作曲
音楽に対しては全てにメロディーを求めており、メロディーに関しては譲れないという。

### ボーカル
高校生くらいで歌の上手さは自認していた。高音ファルセットを使った歌唱もみられる。
『WHAT's IN?』の小貫信昭は、川谷の声質を「男心も女心も縦横無尽に行き来できる」と評価している。『ROCKIN'ON JAPAN』の若田悠希は、indigo la Endの2枚目のアルバム『幸せが溢れたら』で、それまでの川谷の「切なく線の細い声」が「豊かで芯のある歌」へと進化を遂げたことを指摘している。

## 自主レーベル
多くのプロジェクトを抱えるようになって活動の幅が広がったため、それまで所属していたワーナーミュージック・ジャパン傘下のunBORDEを卒業し、2018年6月に同じワーナー内に自身の主宰する新レーベルのTACO RECORDSを発足させる。以後このレーベルが、新人発掘とそのトータルプロデュース、アーティストの楽曲制作、プロモーション方法やスケジュールの決定など、一般的にはアーティストが行わないA&R的なことも行う川谷の活動の拠点となる。

## ディスコグラフィ

### ソロ楽曲
| 発売日        | 曲名      | 収録された作品 |
| ------------- | --------- | -------------- |
| 2020年5月29日 | STAY HOME | 未収録         |

### 参加楽曲
| 発売日        | 曲名                  | 収録された作品                                        |
| ------------- | --------------------- | ----------------------------------------------------- |
| 2015年12月2日 | 命の火 feat. 川谷絵音 | 『YARN』/THE BED ROOM TAPE                            |
| 2018年3月28日 | 真夜中遊園地          | 『CATMONCHY Tribute ~MY CATMONCHY ~』/Various Artists |
| 2019年4月5日  | I                     | 『I』/ichika                                          |

### 楽曲提供
| 年                             | アーティスト                                                                                          | 曲名                                 | 出典   |
| ------------------------------ | --- | ------------------------------------ | ------ |
| 2014                           | 山下智久                                                                                              | 戻れないから                         | [ 28 ] |
| 2014                           | SMAP                                                                                                  | アマノジャク                         | [ 28 ] |
| 2014                           | SMAP                                                                                                  | 好きよ                               | [ 28 ] |
| 2014                           | チームしゃちほこ                                                                                      | シャンプーハット                     | [ 28 ] |
| 2015                           | SMAP                                                                                                  | 愛が止まるまでは                     | [ 49 ] |
| 2016                           | 夢みるアドレセンス                                                                                    | 大人やらせてよ                       | [ 50 ] |
| 2018                           | 武瑠、S!N、めいちゃん、ゆう十、ピコ                                                                   | 江戸女                               | [ 51 ] |
| 2018                           | メイリア（GARNiDELiA）、ゆう十、ピコ                                                                  | 瞳に吸い込まれてしまう               | [ 51 ] |
| 2018                           | 稲垣吾郎                                                                                              | SUZUNARI                             | [ 52 ] |
| 2018                           | さらば青春の光（川谷絵音歌唱）                                                                        | 大三元のテーマ                       | [ 53 ] |
| 2019                           | originals                                                                                             | あっちゅーまやねん 人生              | [ 54 ] |
| 2019                           | 私立恵比寿中学                                                                                        | トレンディガール                     | [ 55 ] |
| 2019                           | 私立恵比寿中学                                                                                        | あなたのダンスで騒がしい             | [ 55 ] |
| 2019                           | 結城萌子                                                                                              | 散々花嫁                             | [ 56 ] |
| 2019                           | 結城萌子                                                                                              | さよなら私の青春                     | [ 56 ] |
| 2019                           | 結城萌子                                                                                              | 幸福雨                               | [ 56 ] |
| 2019                           | 結城萌子                                                                                              | 元恋人よ                             | [ 56 ] |
| 2019                           | 人選のセンス                                                                                          | 私以外私じゃないの2                  | [ 57 ] |
| 2019                           | ハンバーグ師匠 feat.OZAWA                                                                             | TOKYOハンバーグ                      | [ 58 ] |
| 2019                           | 坂本真綾                                                                                              | ユーランゴブレット                   | [ 59 ] |
| 2019                           | 坂本真綾                                                                                              | 細やかに蓋をして                     | [ 59 ] |
| 2020                           | BENI                                                                                                  | だけど放て                           | [ 60 ] |
| 2020                           | Kizuna AI×花譜                                                                                        | ラブしい                             | [ 61 ] |
| 2021                           | |                                      |        |
| さらば青春の光（川谷絵音歌唱） | 四季折々 ~Opening~                                                                                    | [ 62 ]                               |        |
| さらば青春の光（川谷絵音歌唱） | 四季折々 ~Ending~                                                                                     | [ 62 ]                               |        |
| MISIA                          | 想いはらはらと                                                                                        | [ 63 ]                               |        |
| Radio Bootsy                   | 春は溶けて                                                                                            | [ 65 ]                               |        |
| Little Black Dress             | 夏だらけのグライダー                                                                                  | [ 66 ]                               |        |
| Little Black Dress             | 雨と恋心                                                                                              | [ 66 ]                               |        |
| 郷ひろみ                       | 狐火（作詞）                                                                                          | [ 67 ]                               |        |
| 宮川大聖                       | 雨とパラダイムシフト（作曲）                                                                          | [ 68 ]                               |        |
| 関ジャニ∞                      | Let Me Down Easy                                                                                      | [ 69 ]                               |        |
| yama                           | スモーキーヒロイン                                                                                    | [ 70 ]                               |        |
| 原田知世                       | ヴァイオレット                                                                                        | [ 71 ]                               |        |
| Youplus                        | ぐるぐる                                                                                              | [ 72 ]                               |        |
| 2022                           | めいちゃん                                                                                            | ズルい幻                             | [ 73 ] |
| 2022                           | Sou                                                                                                   | 常夜灯                               | [ 74 ] |
| 2022                           | さらば青春の光（川谷絵音歌唱）                                                                        | 五穀豊穣のテーマ                     |        |
| 2022                           | 浦島坂田船                                                                                            | ヨニゲーム                           |        |
| 2022                           | 伊東健人                                                                                              | 真夜中のラブ                         | [ 75 ] |
| 2022                           | TOSHIMITSU（東海オンエア）                                                                            | 僕らの鳥                             | [ 76 ] |
| 2022                           | TEAM SHACHI                                                                                           | 江戸女                               | [ 77 ] |
| 2023                           | さらば青春の光 三四郎                                                                                 | 満パンスターのテーマ                 |        |
| 2023                           | 北村諒 鮎川太陽 橋本真一 増田俊樹 白石康介 海渡翼 橋本祥平 KENN 高橋広樹 内田雄馬 小笠原仁 赤澤遼太郎 | 光る時                               | [ 78 ] |
| 2023                           | さらば青春の光（川谷絵音歌唱）                                                                        | すご六のテーマ                       |        |
| 2023                           | キタニタツヤ                                                                                          | 知らないあそび prod. indigo la End   | [ 79 ] |
| 2023                           | 大塚愛                                                                                                | マイナーなキス                       | [ 80 ] |
| 2023                           | Hey! Say! JUMP                                                                                        | ときめくあなた                       | [ 81 ] |
| 2024                           | めいちゃん                                                                                            | あっけない（サウンド・プロデュース） | [ 82 ] |
| 2024                           | 柏木ひなた                                                                                            | 踊りましょ                           | [ 83 ] |
| 2024                           | さらば青春の光（川谷絵音歌唱）                                                                        | ラッキー7のテーマ                    |        |
| 2024                           | Little Black Dress                                                                                    | 恥じらってグッバイ                   |        |
| 2024                           | みんなテレビ（川谷絵音歌唱）                                                                          | みんなテレビのテーマ                 | [ 84 ] |
| 2024                           | 原田知世                                                                                              | カトレア                             | [ 85 ] |
| 2024                           | adieu                                                                                                 | 泡吹                                 | [ 86 ] |
| 2025                           | 大渕野々花                                                                                            | 最上級の心                           | [ 87 ] |
| 2025                           | 星街すいせい                                                                                          | ビーナスバグ                         |        |
| 2025                           | ROF-MAO                                                                                               | ガム                                 | [ 88 ] |

### 美的計画（シングル）
|     | 発売日         | タイトル                                  | ボーカリスト | 規格 | 収録曲                                             | 備考                                                                                               | 収録アルバム |
| --- | -------------- | ----------------------------------------- | ------------ | ---- | -------------------------------------------------- | -------------------------------------------------------------------------------------------------- | ------------ |
| 1st | 2019年8月9日   | kissのたびギュッとグッと                  | にしな       | 配信 | 全1曲 1. kissのたびギュッとグッと                  | | BITEKI       |
| 2nd | 2020年3月27日  | 瞳に吸い込まれてしまう                    | 謎女         | 配信 | 全1曲 1. 瞳に吸い込まれてしまう feat.謎女          | 以前、東京ガールズコレクションへ提供した曲のカバー。                                               | BITEKI       |
| 3rd | 2020年6月12日  | 恋のこと／文読む私                        | にしな／謎女 | 配信 | 全2曲 1. 恋のこと 2. 文読む私 feat.謎女            | 1曲目は、もともと学生気分にてGUMI歌唱の曲。 2曲目は、TikTok「#春の歌うま」チャレンジに提供した曲。 | BITEKI       |
| 4th | 2020年10月16日 | だからラブ                                | 相沢＆映秀。 | 配信 | 全1曲 1. だからラブfeat.相沢＆映秀。               | | BITEKI       |
| 5th | 2021年3月26日  | ハートは温泉美人の私のものよ              | 謎女         | 配信 | 全1曲 1. ハートは温泉美人の私のものよ              | | BITEKI       |
| 6th | 2021年5月21日  | ピーナッツバターシークレット（feat. CLR） | CLR          | 配信 | 全1曲 1. ピーナッツバターシークレット（feat. CLR） | お笑いコンビ、ラランドのサーヤがCLR（クレア）名義で歌唱。命名者はラッパーのBIM。                   | BITEKI       |
| 7th | 2022年3月11日  | まだ浅はか（feat. 和ぬか）                | 和ぬか       | 配信 | 全1曲 1. まだ浅はか（feat.和ぬか）                 | 作曲、川谷絵音。作詞・歌唱、和ぬか。                                                               | BITEKI       |
| 8th | 2022年4月8日   | 青い理想郷（feat. 春茶）                  | 春茶         | 配信 | 全1曲 1. 青い理想郷（feat. 春茶）                  | | BITEKI       |

### 美的計画（アルバム）
|     | 発売日        | タイトル | 規格 | 収録曲 | 備考                                                                                              |
| --- | ------------- | -------- | ---- | --- | ------------------------------------------------------------------------------------------------- |
| 1st | 2022年4月22日 | BITEKI   | 配信 | 全12曲 1. まだ浅はか（feat.和ぬか） 2. 青い理想郷（feat.春茶） 3. 瞳に吸い込まれてしまう（feat.謎女） 4. 電話と恐竜（feat.相沢） 5. 恋のこと 6. ハートは温泉美人の私のものよ（feat.謎女） 7. 点と線（feat.さとうもか） 8. だからラブ（feat.相沢&映秀。） 9. ピーナッツバターシークレット（feat.CLR） 10. KISSのたびギュッとグッと 11. マウントゲーム（feat.青空&絲花） 12. 文読む私（feat.謎女） | 7曲目は、テレビ朝日系バラエティ番組『あざとくて何が悪いの?』 番組内ドラマ『あざと連ドラ』主題歌。 |

## 主なメディア出演

### テレビドラマ
- 恋のツキ（2018年7月26日 - 10月11日、テレビ東京） - 沖原隠光 役
- 神ちゅーんず 〜鳴らせ!DTM女子〜（2019年4月7日 - 、朝日放送テレビ） - 川谷絵音（本人） 役
- ドクターX〜外科医・大門未知子〜 シーズン6（2019年12月12日、テレビ朝日） - 新津多九也 役

### ネット配信ドラマ
- FOLLOWERS（2020年2月27日、Netflix）第3話
- GOSSIP BOX（2021年10月8日、YouTube）第10話 - 中谷ヰ能 役

### 配信映画
- ゼロの音（2023年4月27日、Hulu） - 主演・大庭弦 役[90]

### インターネットテレビ
- 7.2 新しい別の窓（AbemaTV、2018年12月2日、2019年1月1日）

### ラジオ
- 川谷絵音の約30分我慢してくれませんか（JFN、2017年10月1日 - ）
- CHINTAI TOKYO DISTRICT（J-WAVE、2017年2月11日）

## 書籍

### 連載
- bis (2017年11月号 - |光文社)
- TV Bros. -「ブレないから、やるせない」(2017年11月18日号 - |東京ニュース通信社)
- 日経エンタテインメント! -「ヒットの理由がありあまる」(2018年8月号 - |日経BP社)